# Praedicationes
Praedicationes (Kazania) – najstarszy iluminowany rękopis znajdujący się na terenie Polski, zabytek sztuki przedromańskiej. Przechowywany jest w Archiwum i Bibliotece Krakowskiej Kapituły Katedralnej.
Datowany jest na koniec VIII lub początek IX wieku i prawdopodobnie został wykonany w skryptorium we Włoszech. W tekście znajdują się inicjały z ornamentami plecionkowymi i zoomorficznymi. Zdobiony jest także jedną, całostronicową miniaturą, przedstawiającą crux gemmata (krzyż zdobiony kamieniami szlachetnymi). Pomiędzy jego ramionami umieszczone są symbole ewangelistów: anioł, lew, wół i orzeł, a całość otacza plecionka. Ilustracja podkolorowana jest na zielono, żółtobrunatno i brązowo.